# Anagasto
Anagasto ou Anagastes (em latim: Anagastus; em grego medieval: Αναγάστης) foi um oficial militar bizantino de possível origem gótica do século V, que esteve ativo durante o reinado do imperador Leão I, o Trácio (r. 457–474). 

## Nome
Anagasto é um nome de origem gótica, que provavelmente deriva do não atestado *Ana-gasts.

## Vida

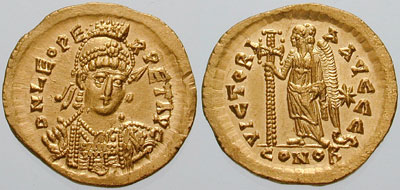
Soldo do imperador r.

Anagasto era filho do oficial Arnegisclo. Foi citado pela primeira vez na década de 460, quando enviou emissários para o rei huno Dengizico (r. 458–469), um dos filhos de Átila, o Huno (r. 434–453), para saber a razão para ele ter deflagrado a guerra contra o Império Bizantino. Em 466/467, Anagastes liderou tropas ao lado do mestre dos soldados Áspar, Basilisco (r. 475–476), Óstris e Antêmio na Trácia contra uma invasão de godos e hunos. Seu posto é desconhecido embora provavelmente fosse um conde dos assuntos militares (comes rei militaris).
Em 469, provavelmente em sucessão ao general e futuro imperador Zenão (r. 474–475; 476–491), foi nomeado mestre dos soldados da Trácia. Nesta posição, conseguiu matar Dengizico, que teve sua cabeça enviada para Constantinopla para ser exibida. Nesse mesmo ano ou no seguinte, Anagastes revoltou-se e tomou controle de alguns fortes da região. Segundo as fontes a justificativa para sua revolta teria sido a nomeação de Jordanes como cônsul, seu interesse em adquirir mais dinheiro e/ou o fato de seu pai ter matado o pai de Jordanes, João, o Vândalo. Segundo relatado, após o envio de emissários, ele voltou a ser leal ao imperador e lançou a culpa da revolta em Ardabúrio, filho de Áspar, fato que comprovou com evidências documentais. Foi provavelmente por esta época que matou um gótico chamado Ulibos.